# Heidewielwebspin
De heidewielwebspin (Neoscona adianta) is een spinnensoort uit de familie wielwebspinnen.
Het bruine tot rode achterlijf is gemarkeerd met een serie witte vlekken. Het vrouwtje heeft een lichaamslengte van 9 mm, het mannetje is iets kleiner. Het web wordt meestal gebouwd op bloemen.